# Leanna Love
Leanna Love Randolph est un personnage de fiction du feuilleton télévisé Les Feux de l'amour. Elle a été interprétée par Barbara Crampton de 1987 à 1993 puis de 1998 à 2002 et elle est revenue en tant qu'invité en 2006 et 2007. En mars 2023, Barbara est revenue à l'occasion du 50e anniversaire. On ne sait pas encore si son retour est juste en tant qu’invité ou s’il sera récurrent ou régulière.

## Personnage

### Casting
Barbara Crampton est la seule actrice à avoir interprété Leanna. Elle avait auparavant tenu des rôles dans des feuilletons tels que Des jours et des vies et Haine et Passions. Lors d'une interview avec Daily Grind House Crampton a déclaré : « Au début, ce rôle n'était censé durer que trois mois. Puis ils m'ont attribué le rôle, et au bout de deux mois, ils m'ont dit : « Vous savez, ça marche un peu. Nous aimerions garder votre personnage une année de plus ». J'ai donc accepté et j'ai travaillé dessus pendant un an. Puis ils m'ont dit : « Vous savez, ça marche vraiment. Nous voulons vous engager pour trois années supplémentaires. Je l'ai fait pendant trois ans, puis pendant deux ou trois ans encore. Elle a fait un bon bout de chemin pour quelqu'un qui n'était pas marié et qui n'avait pas de famille dans un feuilleton ». » Crampton a dit qu'il y a toujours une possibilité pour Leanna de faire une autre apparition en tant qu'invitée.

### Caractérisation
Née sous le nom de Leanna Randolphe, elle est connue comme « la journaliste sans scrupules qui a écrit Impitoyable, un exposé scandaleux sur Victor Newman. » En raison de la personnalité psychotique de Leanna, Crampton a fait des recherches afin d'interpréter correctement le personnage : « J'ai dû faire des recherches sur les types de troubles de la personnalité qu'elle pourrait avoir pour rendre ce personnage intéressant, et j'ai parlé à de nombreux psychiatres à ce sujet. Je suis arrivée à un profil de personnalité pour elle que j'ai joué », a-t-elle déclaré lors d'une interview.

## Histoire

### 1987–1993
Ashley Abbott fait une dépression nerveuse après avoir avorté, elle s'est enfuie à New York et a perdu la mémoire après avoir été agressée. Elle s'est retrouvée en hôpital psychiatrique où le Dr Steven Lassiter était son psychiatre. Son père, John, l'a finalement retrouvée et l'a renvoyée dans une institution privée près de Genoa City. Stephen était tombé amoureux d'Ashley, il l'a donc suivi. Ashley a récupéré grâce au dévouement de Steven et ils se sont mariés. Pendant leur lune de miel à Hawaï, ils ont été traqués par Leanna Randolphe, une ancienne malade mentale de Stephen qui fantasmait qu'ils étaient amants. Après que Leanna ait fait plusieurs tentatives pour assassiner Ashley en l'empoisonnant, Ashley a passé la majeure partie de sa lune de miel malade. Ashley n'a jamais découvert le lien entre Leanna et Stephen ni qu'elle avait tenté de l'assassiner.

### 1998–2002
Leanna les a suivis jusqu'à Genoa City et a abandonné son obsession pour Stephen une fois qu'elle s'est mise en couple avec Jack Abbott, qui s'est arrangé pour qu'elle écrive une biographie sensationnelle révélatrice, sous le pseudonyme de Nora Randall intitulée Impitoyable : L'histoire de Victor Newman, qui serait exposer et détruire Victor. Ironiquement, Victor l'a également embauchée pour écrire une biographie sur sa vie. Sans le consentement de Jack, Leanna a ajouté un chapitre supplémentaire à Impitoyable qui relate la liaison malheureuse d'Ashley et Victor, y compris des détails sur son avortement et sa dépression nerveuse. Victor a été indigné, et a supposé que son ex-épouse Nikki Newman était à l'origine de ce chapitre et a donc demandeé le divorce. Dans sa colère, et ignorant toujours que Leanna avait écrit Impitoyable, Victor emmena Leanna avec lui dans son jet privé et ils se marièrent à Las Vegas en octobre 1988. En février 1989, Nikki choque les jeunes mariés en révélant que leur mariage est invalide car le divorce de Victor et Nikki n'est pas finalisé. Malgré l'échec du mariage, Victor et Leanna restent ensemble.
Seule, Leanna a utilisé ses ruses pour décrocher un emploi de chroniqueuse de conseils pour les amoureux dans une publication appartenant à Victor sous le nom « Leanna Love ». Parce que Leanna se sentait coupable à propos de Impitoyable est commencé a vraiment aimé Victor, elle écrira un autre livre intitulé Victor Newman - L'homme et le mythe, en utilisant son vrai nom, Leanna Randolphe. Lorsque Victor a appris que Leanna et Jack Abbott avaient été amants, il s'est rendu compte que Leanna avait écrit Impitoyable. Victor l'a publiquement renvoyée de son entreprise et a vendu la publication, puis a divorcé de Leanna et s'est remariée avec Nikki. Victor a conçu un plan pour punir Jack en orchestrant la prise de contrôle de Jabot. Avec l'aide d'un admirateur de longue date et ami de Victor, Douglas Austin, Leanna a créé la campagne « Je déteste les hommes » rassemblant des femmes lésées.
La notoriété de Leanna lui a valu un talk-show de potins diffusé à l'échelle nationale appelé Leanna Love Show. En 1998, Victor et Diane Jenkins été en plein divorce. L'avocat de Diane, Michael Baldwin, s'est arrangé pour qu'elle apparaisse dans le talk-show de Leanna, Le Leanna Love Show, afin de gagner la sympathie du public, lors de l'audience. Leanna, toujours amère de sa relation avec Victor, était heureuse d'accueillir Diane dans son talk-show. Lorsque Victor a écouté l'émission, il a été scandalisé que Diane ait exposé sa vie personnelle à la télévision nationale. Victor a subi des revers commerciaux majeurs après l'apparition de Diane dans l'émission. Pour limiter les dégâts et accélérer le divorce, Victor a cédé à toutes les demandes de règlement de Diane.
Plus tard, pour se venger, Victor a acheté Westmark Media, la société qui possédait l'émission de Leanna, est la fait annuler.

### 2006–2007
En 2006, Leanna, maintenant journaliste, est revenue à Genoa City pour interviewer Ashley, qui était accusée du meurtre de Tom Fisher. En réalité, Ashley couvrait son père amnésique, John Abbott. Leanna a fait croire à Ashley qu'elle lui donnerait une image flatteuse dans son histoire, mais au lieu de cela, elle a tout  mis en place pour qu'Ashley paraisse coupable. Après cette interview, Leanna a de nouveau quitté la ville. En 2007, elle revient une fois de plus pour mener une interview avec David Chow sur la mort de Carmen Mesta.

### 2023
En 2023, Leanna reviens à Genoa City pour assister au gala des 50 ans de Genoa City organisé par Nikki Newman.